# Timor Oriental en los Juegos Paralímpicos de París 2024
Timor Oriental estuvo representado en los Juegos Paralímpicos de París 2024 por un deportista masculino. El equipo paralímpico timorense no obtuvo ninguna medalla en estos Juegos.